# Objaw powietrznego rąbka w kształcie półksiężyca

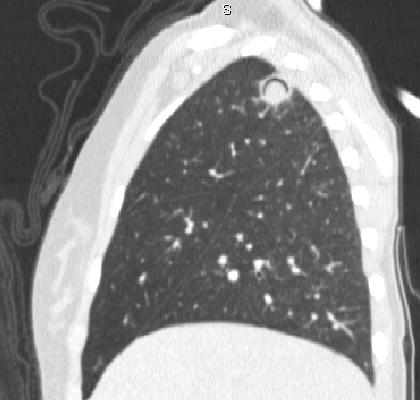
CT w projekcji strzałkowej klatki piersiowej 14-letniej dziewczynki z ostrą białaczką mieloblastyczną. W górnym prawym płacie płuca widać zmianę, odpowiadającą obrazowi grzybniaka w przebiegu infekcji Aspergillus

Objaw powietrznego rąbka w kształcie półksiężyca – objaw radiologiczny występujący na zdjęciach rentgenowskich i obrazach w tomografii komputerowej klatki piersiowej jako półksiężycowaty obszar, przepuszczalny dla promieniowania rentgenowskiego spowodowany przez obecność okrągłej masy nieprzepuszczalnej dla promieniowania w jamie płuca wypełnionej powietrzem. Klasycznie spowodowany przez grzybniaka kropidlakowego (jedna z postaci aspergilozy) w płucu. Dochodzi do tego gdy Aspergillus skolonizuje jamę płuca (np. pogruźliczą).